# Distrofia corneal de Schnyder
La distrofia corneal de Schnyder, también llamada distrofia corneal y del cristalino de Schnyder, es una rara enfermedad hereditaria que afecta a la córnea y se caracteriza porque esta pierda parcialmente su transparencia debido a depósitos de cristales de colesterol, ésteres de colesterol y grasas neutras. Estos depósitos ocurren en la parte central de la córnea y provocan perdida de visión que en los casos más graves obliga a realizar como tratamiento un trasplante de córnea.
La primera descripción fue realizada en 1927 por Schnyder, de quien proviene el nombre de la afección. Se trata de un proceso que pertenece al grupo de las enfermedades oculares llamadas distrofias corneales y se debe a una mutación en el gen UBIAD1 situado en el cromosoma 1. Se hereda según un patrón autosómico dominante.